# 강하팔준
강하팔준(江夏八俊)은 형주목이었던 유표를 중심으로 한 청류파 인사들을 일컫는 말이다.

## 명단
- 유표 경승(景升)
- 범방 맹박(孟博)
- 범강 중진(仲眞)
- 공욱 세원(世元)
- 단부 문유(文有)
- 잠질 공효(公孝)
- 진상 중린(仲麟)
- 장검 원절(元節)

## 같이 보기
- 유표 (후한)